# 奈勒斯與露西
《奈勒斯與露西》（英語：Linus and Lucy）是由美國爵士音樂家文斯·葛拉迪創作，用於《花生漫畫》改編節目的爵士樂曲。
此曲目最初是採用在1963年《花生漫畫》作者查爾斯·舒茲的紀錄片《一個名叫查理·布朗的男孩》上，隨後也出現在1965年聖誕節特別節目《查理·布朗的聖誕節》等多部《花生漫畫》所改編動畫節目。

## 創作背景
電視製作人李·曼德森某日路過金門大橋時，在廣播聽到了文斯·葛拉迪演奏的爵士曲《Cast Your Fate to the Wind》，另他相當喜愛。在曼德森著手進行《花生漫畫》作者查爾斯·舒茲的紀錄片《一個名叫查理·布朗的男孩》時，希望能讓葛拉迪為節目製作配樂，便透過音樂評論家拉爾夫·J·格里森聯絡到對方。
在葛拉迪接下這份請求後的數週，曼德森接到了葛拉迪的電話，葛拉迪表示他完成了一首曲子，要請曼德森待在電話那頭聆聽他彈奏。最初曼德森怕電話的音質不好會影響到體驗，想要改天前往葛拉迪的工作室聆聽，之後在葛拉迪的熱切要求下接受。曼德森在話筒聆聽曲子的內容後相當滿意，認為非常適合採用在紀錄片裡。該曲子隨後取名為《奈勒斯與露西》，引用自《花生漫畫》的奈勒斯·潘貝魯特和露西·潘貝魯特兩名角色。
往後曼德森在2008年回憶這段往事，表示《奈勒斯與露西》這首曲子對於搭配在查理·布朗或其他《花生漫畫》角色上來說，是如此地恰到好處、如此完美，雖然說不出原因，但當時就是感覺到這首曲子將會影響他的一生。

## 發行
《奈勒斯與露西》收錄在文斯·葛拉迪的1964年單曲《唉，真是的》（Oh,Good Grief）的B面歌曲，以及《一個名叫查理·布朗的男孩》的原聲帶《一個名叫查理·布朗的男孩的爵士印象》中。
後續採用在1965年所播出聖誕節特別節目《查理·布朗的聖誕節》後獲得更多迴響，往後除了多次採用在《花生漫畫》改編動畫外，也逐漸成為美國當地聖誕節期間在電臺廣播放送的應景樂曲之一。

## 銷售
| 排行榜（2021年）                 | 最高名次 |
| -------------------------------- | -------- |
| 告示牌百大單曲榜（告示牌）       | 37       |
| 告示牌全球二百大單曲榜（告示牌） | 117      |

## 認證
| 地區                   | 认证 | 认证单位/销量 |
| ---------------------- | ---- | ------------- |
| 美国（美國唱片業協會） | 金   | 500,000‡      |
| ‡僅含認證的+實際銷量   |      |               |